# Xanthesma
Xanthesma är ett släkte av bin. Xanthesma ingår i familjen korttungebin.

## Bildgalleri

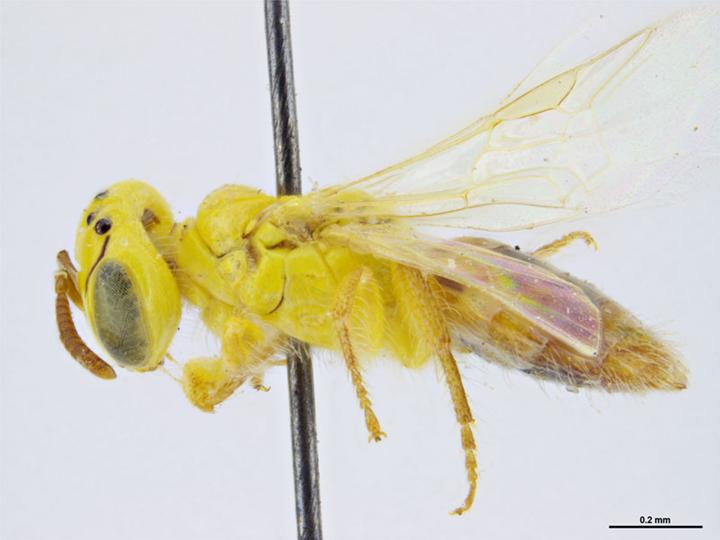
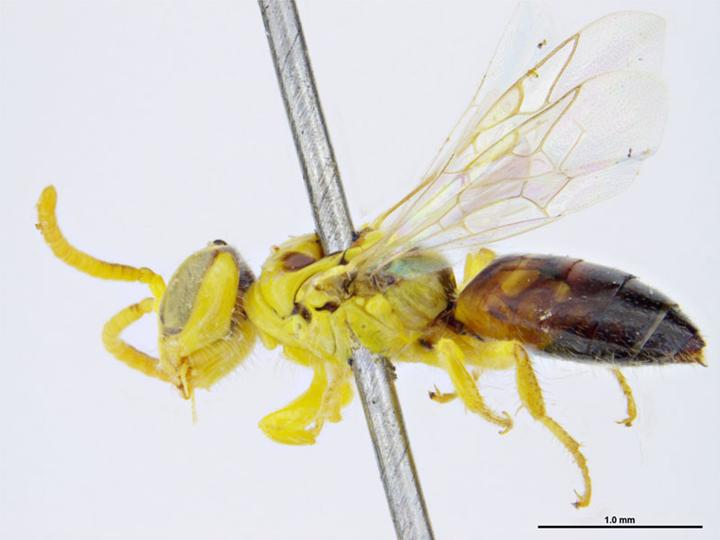
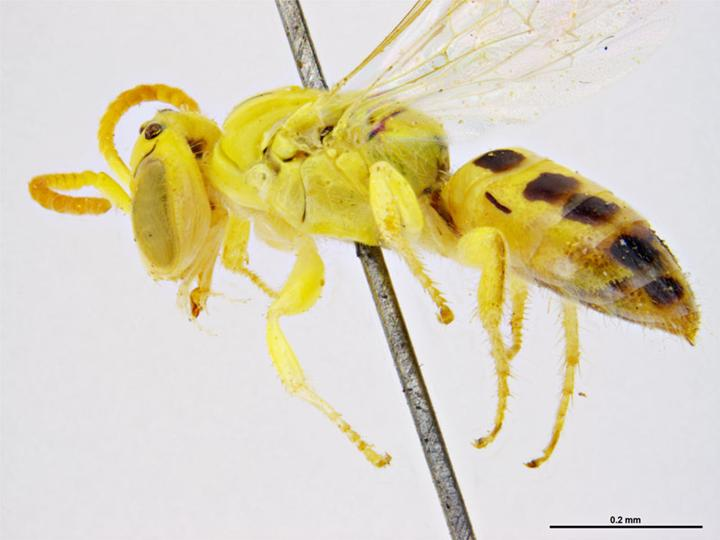
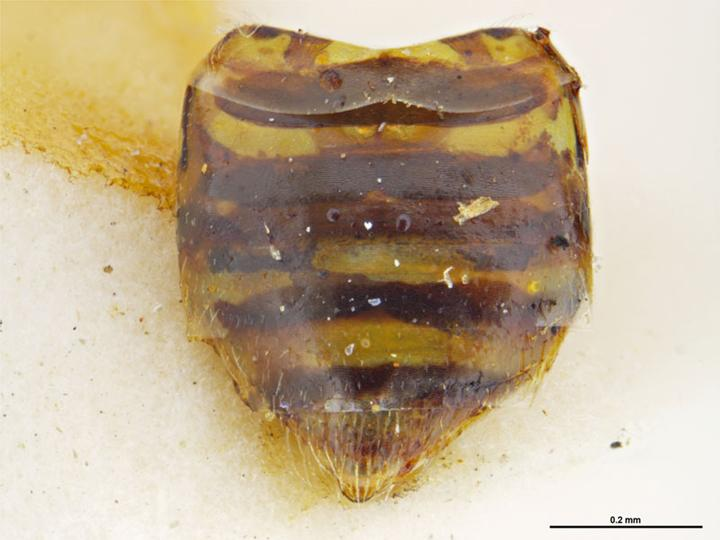
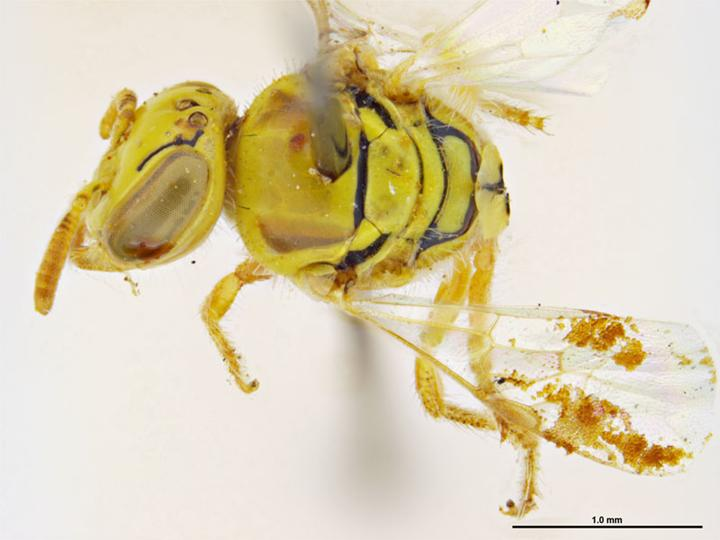
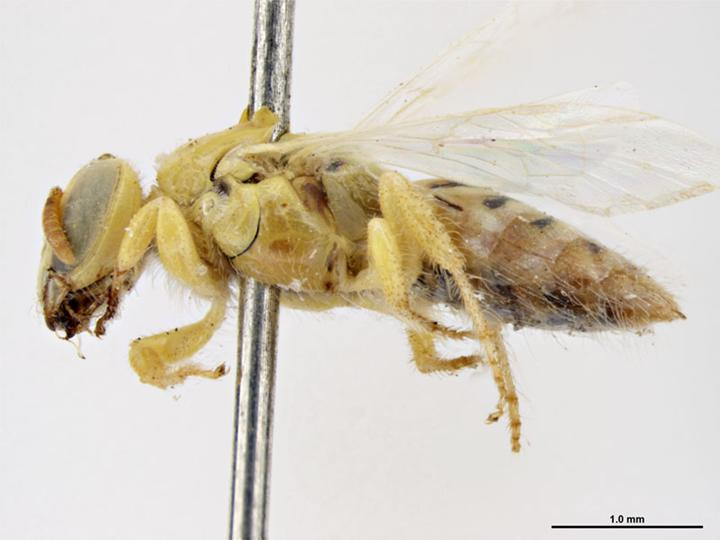

## Dottertaxa tillXanthesma, i alfabetisk ordning[1]
- Xanthesma argosomata
- Xanthesma baringa
- Xanthesma blanda
- Xanthesma brachycera
- Xanthesma chrysea
- Xanthesma clara
- Xanthesma clethrosema
- Xanthesma clypearis
- Xanthesma dasycephala
- Xanthesma deloschema
- Xanthesma eremica
- Xanthesma euxesta
- Xanthesma evansi
- Xanthesma fasciata
- Xanthesma federalis
- Xanthesma flava
- Xanthesma flavicauda
- Xanthesma foveolata
- Xanthesma furcifera
- Xanthesma hirsutoscapa
- Xanthesma infuscata
- Xanthesma isae
- Xanthesma lasiosomata
- Xanthesma levis
- Xanthesma lucida
- Xanthesma lukinsiana
- Xanthesma lutea
- Xanthesma maculata
- Xanthesma megacephala
- Xanthesma megastigma
- Xanthesma melanoclypearis
- Xanthesma merredensis
- Xanthesma micheneri
- Xanthesma newmanensis
- Xanthesma nigrior
- Xanthesma nukarnensis
- Xanthesma parva
- Xanthesma perpulchra
- Xanthesma primaria
- Xanthesma robusta
- Xanthesma scutellaris
- Xanthesma sigaloessa
- Xanthesma stagei
- Xanthesma striolata
- Xanthesma trisulca
- Xanthesma tuberculata
- Xanthesma villosula
- Xanthesma vittata